# Hinalik
Hinalik (azerski: Xınalıq, ojkonim za „oni iz Henija”) ili Ketš (Hinaluški: Kətş za „svet”) je selo i središte istoimene općine u Azerbajdžanskoj upravnoj jedinici Kubinski rajon koje je povijesno i središnje naselje naroda Hinaluga, jednog od drevnih plemena kavkaske Albanije, predstavnika Šahdaških naroda (etničke manjine Azerbajdžana koja se sastoji od sedam jedinstvenih naroda) u sjeveroistočnom dijelu Azerbajdžana.
Hinalik ima oko 2.000 stanovnika koji govore hinaluški jezik, koji je izoliran unutar sjeveroistočne kavkaske jezične obitelji, iako većina seljana govori i azerski jezik.
Hinalik je jedno od najviših naselja na svijetu (do 2.350 metara nadmorske visine) i jedinstvene etnografske vrijednosti kao dom polunomadskog naroda Hinaluga, čija su kultura i način života definirani sezonskom migracijom između ljetnih i zimskih pašnjaka, a koji su zadržali drevni način vertikalne selidbe stoke na velike udaljenosti (transhumanca). Zato su kulturni krajolik naroda Hinaluga i ruta transhumance „Köç Yolu“ upisani na UNESCO-ov popis mjesta svjetske baštine u Aziji 2023. godine.

## Zemljopisne odlike
Hinalik se nalazi jugozapadno od grada Kube na planinskom grebenu Velikog Kavkaza, koji odvaja Zapadni Kavkaz u Rusiji od Južnog Kavkaza u Azerbajdžanu. To je najviše, najudaljenije i najizoliranije selo u Azerbajdžanu, kao i jedno od najviših u cijeloj kavkaskoj regiji. 
Selo doživljava značajne vremenske fluktuacije između ljeta i zime, s temperaturama u rasponu od -20 °C do 18 °C. 

## Povijest
Vrlo je malo povijesnih studija o Hinaliku. Neki istraživači, uglavnom na temelju povijesnih studija i legendi hinališkog etnosa i jezika, procjenjuju da je povijest sela stara oko 5000 godina. 
Hinaluzi sebe smatraju potomcima proroka Noe. Oni često ističu kako su školjke i fosilizirane riblje kosti pronađene u području sela, koje se nalazi na nadmorskoj visini većoj od 2000 metara, potvrda ove legende.
Vjeruje se da su Hinaluzi jedno od 26 albanskih plemena koje je naveo starogrčki učenjak Strabon u svom 17-dijelnom djelu Geographica, a od kojih svako govori svojim jezikom. To potvrđuju brojna kavkasko-albanska groblja pronađena u selu Hinalik i njihov jezik, koji se razlikuje od poznatih jezika drugih kavkasko-albanskih plemena.
Srednjovjekovno naselje Hinalik izgrađeno je na lijevoj obali rijeke Kudialčaj, na nadmorskoj visini od 2180 metara, na jugoistočnoj padini visoravni Kizilkaja, na strateški vrlo povoljnom položaju, a trenutno se nastavlja modernim seoskim zgradama. Ostatke zidina tvrđave iz 10. stoljeća arheolozi su zabilježili na uskoj prevlaci sjeverno i sjeverozapadno od sela. U glavnoj stražarnici nalazio se zoroastrijski hram. Lokalni starješine prepričavaju da se svećenik koji je živio u ovom hramu zvao "Pirjomard" i da se brinuo za vječni plamen koji je tamo gorio.
Ulaz u naselje, smješteno na jugoistočnoj strani, bilo je zaštićeno tornjem u obliku piramide. Vjeruje se da je Hinalik bilo okružno središte u srednjem vijeku. Naime, Jakut al-Hamavi, arapski životopisac i geograf iz Sirije iz 13. stoljeća, navodi u svom djelu Mudžām al-buldan („Abecedni popis zemalja”) kako je „je Hinalīg bio mali grad na planinskom prijevoju Hazar”.
Jedna od najstarijih povijesnih činjenica o selu datira iz 17. stoljeća. Prema Abaskulu agi Bakihanovu djelu Gulustani-Iram, Nader-šah Afšar je „otišao u Budug i Hinalik da tamo kazni bjegunce, a nakon što je počinio ubojstva i pljačke u tim područjima, vratio se i pridružio ostatku vojske na mjestu zvanom Giljar u Kubi”. 
Dokumenti iz 18. stoljeća za vrijeme neovisnog Kubinskog kanata (1680.-1810.) pokazuju da je selo Hinalik bilo središte okruga Hinalik. Prema povijesnoj literaturi, seoske zajednice okruga Hinalik nisu bile samo oslobođene poreza i carina prema riznici, već su i primale darove od kana.
Okrug Hinalik je u 19. stoljeću postao dio Ruskog Carstva i navodi se da se sastojao samo od 4 sela: Hinalik (200 kuća), Griz (180 kuća), Cek (130 kuća) i Alik (100 kuća).
Glavni razlog zašto su Hinaluzi očuvali svoju jedinstvenost do modernog doba je upravo to što se nisu integrirali s drugim narodima. Naziv Hinalik počeo se koristiti tijekom 1950-ih i 1960-ih, a vjeruje se da ovo azersko ime potječe ili od stijena boje kane u tom području ili od imena hunskog plemena.
Poput drugih okolnih Šahdaških naroda, i Hinaluzi su sudjelovali u Prvom i Drugom svjetskom ratu, kao i u Karabaškom ratu.
Integritet Hinalika kao povijesno-kulturno-etnografskog kompleksa trenutno je ugrožen. Glavni razlozi za to započeli su 60-ih godina 20. stoljeća. Od tada se povijesni izgled Hinalika mijenja (telefonske linije, vodovod željeznih cijevi, krovovi i prozori od modernih materijala, kulturni centar i sala za svatove, pa čak i tornjevi mobilnih operatera). 
Selo Hinalik uvršteno je na popis spomenika koje prati Svjetski fond za spomenike (World Monuments Fund, WMF) 2007. godine zbog zabrinutosti oko izgradnje ceste koja povezuje Hinalik i Kubu. Taj popis uključuje 100 najugroženijih spomenika na svijetu.
Iste godine predsjednik Ilham Alijev izdao je uredbu o osnivanju „Državnog povijesno-arhitektonskog i etnografskog rezervata Hinaluga” kako bi zaštitio jedinstvenu arhitekturu, jezik i kulturne tradicije sela.
Ministarstvo kulture i turizma obnovilo je 2011. godine krovove gotovo stotinu kuća u Hinaliku, a između 2012. i 2014. godine obnovljena je i džamija iz 9. stoljeća. Selo Hinalik i okolni krajolik rute transhumance Koč Jolu (Köç Yolu, „Put selidbe”) proglašeni su UNESCO-vom svjetskom baštinom tijekom 45. zasjedanja UNESCO -vog Odbora za svjetsku baštinu 2023. godine.

## Odlike
Selo Hinalik ima jedinstven arhitektonski izgled. U njemu se nalaze srednjovjekovni hram Atešparast, grobnica Kidir Nabi, džamije Šeik Šalbuz i Abu Muslim, te špilje i brojna neistražena arheološka nalazišta. 
Lokalne kuće podupiru stupovi postavljeni u središtu sobe. Kuće obično nemaju namještaj i umjesto toga ispunjene su jastucima, pokrivačima i mutakom (duguljastim jastucima), kao i madracima različitih veličina. Po običaju nema stolova, a stanovnici sjede na podu.
Kako bi istražili povijest Hinaluga i drevne artefakte Hinalika, posjetitelji mogu posjetiti Povijesno-etnografski muzej sela Hinalik koji je osnovan 2001. godine. Muzej, ukupne površine 160 m², sadrži dva dijela u kojima su izloženi tradicionalni zemljani predmeti, odjeća, tepisi, kućanski alati, kovanice, oružje i fotografije značajnih osoba iz sela.

## Kultura i običaji
Način života današnjih stanovnika Hinalika uglavnom se nije promijenio od davnina. Regija je bogata tradicijama vezanim uz kišu, poljoprivredu i posebno štovanje domaćih životinja i nebeskih tijela. Vjenčanja i druge ceremonije u Hinaliku održavaju se strogo pridržavajući se obreda koji se prenose s generacije na generaciju.
Seljani se prvenstveno bave ovčarstvom i tkanjem, a poznati su po proizvodnji čohe, vunenog šala, koji je u prošlosti bio nacionalna nošnja bogatijih ljudi u selima. Vunene čarape, koje nalikuju mini tepisima u raznim bojama, uobičajeno se nose u Hinaliku zbog oštrih zima. Još jedna ključna aktivnost lokalnog stanovništva je sakupljanje ljekovitog bilja. Kolovoz u Hinaliku označava početak sezone meda, poznatog po jedinstvenom okusu i aromi. 
U Hinaliku kućanstva koriste ekološki prihvatljivo prirodno gorivo napravljeno od gnoja, obično pohranjenog u hrpama kocki ili cigli poznatih kao tezek na azerbajdžanskom. Ova vrsta biogoriva nekada se široko koristila diljem Azerbajdžana. Gnoj se skuplja, miješa sa sijenom, oblikuje u određene oblike, a zatim preša. Dobivene cigle se suše na suncu i slažu u hrpe. Ove cigle služe kao primarno gorivo za stanovnike Hinalika, nudeći visokokvalitetan i besplatan materijal za grijanje i druge potrebe.
Prepoznatljiva frizura, nekoć popularna među hunskim i turkijskim ratnicima, i danas je popularna u selu. Ovaj stil jedinstven je unutar Azerbajdžana i više se ne viđa nigdje drugdje u zemlji. Slične frizure sada se mogu naći samo u dijelovima Sibira i Mongolije. Naime, mladi dječaci su s potpuno obrijanim glavama, osim jedne duge pletenice na vrhu. Tradicionalno, dječaci bi nosili ovu pletenicu do adolescencije, kada su je morali odrezati nakon što bi bili regrutirani u vojsku.
Stanovnici Hinalika duboko su religiozni i prije prihvaćanja islama bili su sljedbenici zoroastrizma. Od 12. stoljeća seljani prakticiraju šafijski sunitski islam i danas se u selu nalazi gotovo deset džamija. 
Seljani su također iznimno praznovjerni i često posjećuju pradavne špilje (pir, tj. „sveto mjesto” ili „svetište” na azerskom) kojima obiluje cijelo šire područje. Svaki pir sadrži grob neke svete osobe (jevlija) i „skida urok” za određenu boljku, kao što je npr. zubobolja.

### Koč Jolu
Koč Jolu (Köç Yolu, az. za „Migracijska ruta”) je 200 kilometara duga sezonska ruta selidbe stoke (transhumanca) koju prakticiraju Hinaluzi. Njihova kultura i način života definirani su ovom sezonskom migracijom između ljetnih i zimskih pašnjaka i zadržali su drevni način vertikalne selidbe stoke na velike udaljenosti. Pored sela Hinalik, kulturni krajolik naroda Hinaluga sastoji se od ljetnih pašnjaka (jajlaka) i poljoprivrednih terasa na velikim visinama u planinama Velikog Kavkaza, zimskih pašnjaka (kišlaka) u nizinskim ravnicama u središnjem Azerbajdžanu i puta koji ih povezuje, Koč Jolua. Ova organski razvijena mreža, koja uključuje drevne staze, privremene pašnjake i kampove, sustava za navodnjavanje, izvore i bunare, mauzoleje i džamije, groblja, mostove i infrastrukturu za stočarstvo, predstavlja održivi eko-socijalni sustav prilagođen ekstremnim uvjetima okoliša koji je poslužio za izgradnju i održavanje transhumance kao dominantne ekonomije.

## Vanjske poveznice
|  | Zajednički poslužitelj ima još gradiva o temi Hinalik |

- Državni povijesno-kulturni i etnografski rezervat „Hinalik i Koč Jolu“